# Casper Christensen
Casper Lindholm Christensen (født 22. august 1968 i Kerteminde på Fyn, men opvokset i Birkerød) er en dansk stand-up-komiker, skuespiller, manuskriptforfatter, tv- og radiovært samt filminstruktør. Christensen begyndte sin karriere som komiker i slutningen af 1980'erne. Han startede sit arbejde som tv-vært i 1991 i børneprogrammet Hvaffor en hånd, der var en del af DR's Fjernsyn for dig. I 1995 fik han sit store folkelige gennembrud med underholdningsprogrammet, Husk lige tandbørsten, som ugentligt havde omkring 1,5 millioner seere og succesen fortsatte med radioprogrammet, Tæskeholdet, (1996-1997) samt sketchshowet Casper & Mandrilaftalen i 1999. 
I sitcomserien Langt fra Las Vegas (2001-2003) på TV 2 Zulu viste han nye sider af sit talent som manuskriptforfatter. Denne udvikling fortsatte med den populære tv-serie Klovn i 2005, hvor Christensen sammen med kollegaen Frank Hvam spiller sig selv igennem en lang række pinligt-humoristiske hverdagsforviklinger. Klovn-franchisen blev filmatiseret med filmene Klovn - The Movie (2010), Klovn Forever (2015) og Klovn the Final (2020), som tilsammen har solgt over 1,8 mio. biografbilletter. Den tiende sæson af serien har premiere i juli 2025 på TV 2 Play.
Christensen skrev også manuskript til komedierne Undercover (2016) og Dan-Dream (2017), hvor han selv spillede hovedrollen. Derudover har han haft roller i bl.a. Inkasso (2004), Direktøren for det hele (2006) og Player (2013) samt lagt stemmer til Rejsen til Saturn (2008). I 2023 var han medinstruktør og forfatter på den amerikanske komedie, Robots, med Jack Whitehall og Shailene Woodley  i hovedrollerne.
I 2020 udkom Martin Kongstads personlige interview-biografi, Casper, hvor Christensen bl.a. fortæller om sit tidligere stofmisbrug og utroskab. I 1996 blev han gift med Anette Toftgård. Parret fik to børn sammen. De blev skilt i 2003. Fra 2003 til 2011 dannede han par med skuespilleren Iben Hjejle. I 2014 blev han gift med Isabel Friis-Mikkelsen, som han har to sønner med. Christensen har også tidligere været restaurant- og natklubsejer. I 2014 solgte han sin restaurant Congo, mens han i 2019 solgte sin eksklusive natklub At Dolores.

## Opvækst
Christensen blev født den 22. august 1968 i Kerteminde på Fyn, som søn af Lars Christensen, kreativ direktør, og Ulla Lindholm Christensen, født Hansen, socialpædagog. Sammen med sine forældre boede Christensen tre år i Munkebo på Fyn, og herefter flyttede familien til Birkerød i Nordsjælland. Efter endt eksamen på Frederiksborg Gymnasium & HF i 1987 tog han som 18-årig på high school i USA, hvor han for første gang stiftede bekendtskab med stand-up, og da han vendte hjem til Danmark igen, arbejdede han som lagerarbejder og lavede komiske shows på Strøget i København.

## Karriere

### Tidlig karriere og folkeligt gennembrud
Christensen startede sin karriere som standup-komiker på Restaurant DIN's, der lå i Lille Kannikestræde i det indre København, i slutningen af 1980'erne. Han kæmpede sig efterhånden frem til at være en af de højest rangerede komikere i Torben Dins standuphierarki. Han opnåede som den første standupkomiker at få sit billede i en dansk avis pga. standup. Et par år før lukningen af Restaurant DIN's blev Christensen en del af Danmarks første standupbookingfirma, Funny Business Inc (FBI).
Christensen fik sin debut som tv-vært i 1991 i DRs børneprogram Hvaffor 1 hånd. Året efter blev han en fast del af DR's ungdomsprogram Transit. Her vakte han især opmærksomhed med Den Harme Linje; et tilbagevendende indslag, hvor folk kunne ringe ind til det direkte program og ganske ucensureret sige lige, hvad de ville, mens Christensen gav svar på tiltale. I 1994 blev han vært for comedy-benet af TV3's ungdomssatsning ATOM-TV.
Allerede i 1977 havde Casper Christensen dog sin tv debut, da han som barneskuespiller medvirkede i DRs miniserie "Flemmings cykel", hvor han i rollen som Flemming spillede sammen med bl.a. Per Pallesen.

#### Husk lige tandbørsten
Christensen fik sit folkelige gennembrud i 1995 med det livetransmitterede DR1-underholdningsprogram Husk lige tandbørsten; en dansk version af det engelske underholdningsprogram Don't Forget Your Toothbrush. Lars Hjortshøj, en anden fremtrædende dansk standupkomiker, skrev store dele af manuskripterne til programmet og gav Christensen stikord via øresnegl. Programmet blev en stor seersucces for DR og Christensen og programmet fik endnu mere opmærksomhed, da det blev offentliggjort at Christensen privat havde indledt et forhold med programmets kvindelige medvært, Anette Toftgård. Programmet blev sendt hver fredag fra januar-marts og igen fra september til december i 1995 i i alt 26 udsendelser, hvor Christensen var vært i alle.

### De sene 90'ere

#### Safari
Efter Husk lige tandbørsten lavede Christensen i 1996 det livetransmitterede DR-underholdningsprogram Safari – denne gang med Lars Hjortshøj som medvært. Programmet bestod af en blanding af quiz, musikalsk underholdning og aparte sketches, men det blev aldrig den forventede seersucces. Store dele af programmet beskyldes desuden for at være taget og oversat direkte fra de engelske komikere Vic and Bob.

#### Tæskeholdet
Radioprogrammet Tæskeholdet på P3 blev sendt fra 1996 til 1997 på P3. Sammen med komikeren Jan Gintberg, der også fungerede som tekstforfatter og lejlighedsvis medspiller på Safari, Mads Vangsø og Søren Søndergaard skabte Christensen 1990'ernes største lyttersucces for P3. Tæskeholdet endte desuden med en stribe politianmeldelser, da fans af programmet forstyrrede den offentlige orden ved at stimle sammen foran radiostudiet.
Tæskeholdet medvirkede til at udvide begrebet underholdning på både tv og i radio med deres ofte grænseoverskridende indslag. Inspirationen kom formentlig fra den amerikanske radiovært Howard Stern, som blandt meget andet fyldte sit studie med letpåklædte kvinder og som ellers ikke fulgte de almindelige regler for hvordan et radioprogram skulle udformes. Stripperne Kimmie Andersen (Jade-Laila) og Kira Eggers blev landskendte for deres medvirken i programmet.

#### Darios Joint
Efter Tæskeholdet blev Christensen og Gintberg ansat af TV 2 til at udvikle nye underholdnings-formater. Det resulterede i underholdnings-talkshowet Darios Joint i 1998 med Casper som vært og blandt andre Lars Hjortshøj og Gintberg i staben bag programmet. For første gang i et større dansk underholdningsprogram optrådte Anders Matthesen i Darios Joint med sit eget, tilbagevendende indslag. Ligesom Safari blev Darios Joint ikke den seersucces, som kanalen håbede.

#### Casper & Mandrilaftalen
I 1999 lavede Christensen det surrealistiske tv-sketchprogram Casper & Mandrilaftalen, der blev sendt på DR2.
Programmet blev kendt for sine excentriske figurer og absurde indslag. Christensen og komikeren Lasse Rimmer udarbejdede konceptet og fik komikeren Frank Hvam med på holdet, der også bestod af Hjortshøj. Programmet blev produceret på et meget lille budget med sendetid på hverdage kl. 23:30,
og udsendelserne havde blot mellem 30.000 og 50.000 seere.
Trods de lave seertal modtog programmet fremragende anmeldelser.
Programmet opnåede kultstatus,
hvilket gav sig udtryk i adskillige fansider
og storsælgende VHS- og DVD-udgivelser mellem 2002 og 2004.

### 00'erne og frem

#### Langt fra Las Vegas
Efter Mandrilaftalen begyndte Christensen sammen med Frank Hvam at arbejde på den danske sitcom Langt fra Las Vegas. Serien kørte i sammenlagt fem sæsoner og resulterede i 53 afsnit på TV 2 Zulu. Serien blev en pæn seersucces for den lille, nye kanal med op imod 200.000 seere på de mest sete afsnit. Lars Hjortshøj medvirkede i en fast rolle som Robert Dølhus, og serien vakte opsigt både for at lade den tidligere pornoskuespillerinde Katja K medvirke i en fast rolle, og for at være den første danskskrevne sitcom, der fandt et trofast publikum.[kilde mangler] I adskillige afsnit af serien medvirkede Iben Hjejle som Liva, Caspers kæreste, og de to blev, under nogen mediebevågenhed, siden hen kærester i det virkelige liv. Ugebladet Se & Hør afslørede Casper Christensen på vej ud af Iben Hjejles lejlighed, mens han stadig var gift med Anette Toftgård.

#### Klovn
Samarbejdet mellem Christensen og Hvam fortsatte på TV 2 Zulu med en ny sitcom, Klovn, som fik mange beskyldninger, blandt andre fra Politiken, for at være en direkte kopi af HBO-programmet Curb your Enthusiasm (med Frank Hvam som Larry David, Seinfeld-bagmanden). Casper Christensen og Frank Hvam har udtalt, at Klovn blot er inspireret af Curb your Enthusiasm, og de tager selv æren for "idé" under Klovns rulletekster. Første sæson af Klovn kørte over skærmen i 2005 og udkom på DVD samme år. Det er blevet til i alt 7 sæsoner med 7 afsnit fra 2005 til 2018.
Sæsonpremieren på Klovn sæson 2 blev set af 113.000, mens første sæson i foråret 2005 havde 103.000 seere i snit. Den 27. april 2009 blev det 60. og sidste afsnit af Klovn sendt, inden programmet blev genoptaget i 2018. Sidste afsnit af sæson 6 opnåede 293.000 seere, og det er et af TV 2 Zulus allerhøjeste seertal nogensinde – og kanalens højeste seertal til comedy.
Afsnittene i Klovn havde ofte nogle alvorlige og tabubelagte emner med i handlingen, bl.a. narkotika, prostitution, utroskab, homoseksualitet, sex, porno, døden, pædofili og kræft. Serien fik i 2005, 2006 og 2008 Producentforeningens tv-pris som årets bedste comedy. I 2010 fik spillefilmen Klovn - The Movie biografpremiere og endte med at sælge 850.000 biografbilletter i Danmark. Efterfølgeren Klovn Forever fik biografpremiere i Danmark den 17. september 2015.
I 2017 begyndte Frank og Casper med produktionen af nye afsnit af Klovn.

#### Værtsjob i underholdningsprogrammer
I 2004 lavede han, også for TV 2 Zulu og sammen med Frank Hvam, en dansk udgave af BBC-programmet Shooting Stars. Mikael Wulff, Frank Hvam og Lars Hjortshøj medvirkede alle i dette semi-alternative quizprogram.
I 2005 optrådte Christensen som programvært i TV 2's underholdningssatsning Grib Mikrofonen, et programformat udviklet af TV 2's egen idéudviklings-afdeling, TV 2 World. Sangere, musikere og skuespillere dystede på sang-paratviden. Et udvalg af almindelige danskere blev efter tur udstyret med hovedtelefoner og leverede deres versioner af kendte hits. De kendte skulle ud fra disse a capella-udgaver gætte sangen og synge videre bakket op af programmets husorkester med kapelmester Ole Kibsgaard i spidsen. Via karaoketeksterne på skærmen kunne seerne hjemmefra gætte og synge med. Optagelserne af to sæsoner fandt sted i løbet af en enkelt måned. Første sæson sendtes i efteråret 2005 og anden sæson blev programsat til foråret 2006. I 2006 blev Casper Christensen også vært på et andet, mere satirisk præget showprogram på TV 2 – 9 ud af 10. Han overtog værtsrollen efter Annette Heick.
I efteråret 2006 var han for første gang vært for TV 2's underholdningsprogram Deal/No Deal, ligesom han spillede en birolle i Lars von Triers komedie Direktøren for det hele. I november 2006 blev en aftale mellem Casper Christensen og TV 2 offentliggjort, der gjorde de to parter til fælles ejere af Ompapa, et nyt produktionsselskab i TV 2-regi bygget op om Casper Christensens virke. Dog levede Christensen ikke op til TV 2's forventninger, hvorefter de købte ham ud af selskabet. Under den aftale fungerede han som radiovært sammen med Ricco Wichmann på TV 2 Radio på eftermiddagsprogrammet Kongen af Danmark sendt fra hans private lejlighed på Nytorv i København fra stationens start først i februar 2007 til den 15. maj samme år, hvor han forlod stationen.
Den 2. oktober 2009 blev det direkte talkshow ALOHA! sendt første gang på TV 2 med Christensen som vært.
I november 2010 røg han hash i programmet under en samtale med kendis-discjockeyen Morten Breum.
Året forinden havde han i programmet talt for en legalisering af hash under en samtale med den daværende justitsminister, Brian Mikkelsen.

#### Comedy-shows
Den 9. juli 2010 offentliggjorde Casper Christensen planer om sit nye comedy-show kaldet Ungdomssvin til dagbladet BT. Han beskriver selv showet som en opfølger på den populære komedieserie Klovn. Han planlægger ikke selv at optræde i showet; indtil videre forholder han sig bag scenerne som hovedforfatter til showet. Indtil videre er der planlagt 8 afsnit af serien, der vil blive vist på TV2 Zulu.
Den 6. oktober 2011 havde Casper Christensens og Frank Hvams tomandsshow, Casper & Frank - Nu som mennesker, premiere på Bremen i København. Det blev til et års turné og næsten 100 udsolgte shows i store og små sale i Danmark.
I 2012-2013 medvirkede han i FunnyHaHa Tv, der blev sendt på TV2 Zulu.

## Privatliv
Christensen blev gift med tidligere tv-vært Anette Toftgård i 1996 efter at de havde mødt hinanden og været værter sammen på programmet Husk Lige Tandbørsten. Parret fik sammen to børn, Cajsa (f. 1997) og Marvin (f. 1999). Christensen blev i slutningen af 2002 af Se og Hør afsløret i at have et forhold til skuespiller Iben Hjejle, mens han stadig var gift med Toftgård. I 2003 blev han skilt fra Toftgård og blev kærester med Hjejle.
Christensen og Hjejle gik fra hinanden i marts 2011 efter 8 års samliv. Parret var bosiddende i Værløse i Nordsjælland, og da de satte deres villa til salg, blev villaen det mest besøgte emne på boliga.dk i det første halvår af 2011 og samtidig den mest besøgte bolig i Boligas dengang fire et halvt-årige levetid med over 26.000 besøgende.I et senere interview med Magasinet Liv i februar 2013 fortalte Hjejle, at hun blandt andet gik fra Christensen, fordi deres forhold var en stopklods for hendes karriere.
Den 13. september 2014 blev Christensen gift med Isabel Friis-Mikkelsen i Vor Frue Kirke i København. Parret har sammen to børn, Cooper (f. 2017) og Jagger (f. 2019)
I december 2018 meldte Christensen ud på Facebook, at han havde meldt sig ind i Dansk Vegetarisk Forening. Forud herfor havde han fået opkaldt et stykke smørrebrød efter sig hos Ida Davidsen Smørrebrød, en »Casper Christensen«, som er roastbeef med kartofler, béarnaise og løg.
I begyndelsen af 2022 blev det annonceret, at Christensen havde købt et landsted på knap 50.000 m2 i Tikøb for 16 mio. kr.

### Forretningsforhold
I 2012 havde hans to selskaber, Douglas Entertainment og BabyRhum ApS, et samlet overskud på omkring 15 millioner kroner. Men derudover fik Casper Christensen ifølge Ekstra Bladets granskning af selskabernes regnskaber udbetalt en månedsløn på 416.000 kroner. Dermed lander komikerens samlede indtægt på omkring de 20 millioner kroner i 2012. I 2007 fik han 2 mio. kr. for at være vært på TV 2's underholdningsprogram Deal No Deal.
Fra 2013 stod Casper Christensen sammen med parret Simon&Simon bag flere initiativer i den københavnske underholdningsverden, bl.a. Restaurant Congo og Klub Sunday foruden initiativer i blandt andet Tisvilde, heriblandt cykelløb og byfest.

## Filmografi
| Film                    | Instruktør                                                      | År   | Funktion                |
| ----------------------- | --------------------------------------------------------------- | ---- | ----------------------- |
| Klovn The Final         | Mikkel Nørgaard                                                 | 2020 | Skuespiller             |
| The Hustle (film)       | Chris Addison                                                   | 2019 | Skuespiller             |
| Dan-Dream               | Jesper Rofelt                                                   | 2017 | Skuespiller, manuskript |
| Undercover              | Nikolaj Peyk                                                    | 2016 | Manuskript              |
| Klovn Forever           | Mikkel Nørgaard                                                 | 2015 | Skuespiller, manuskript |
| Player                  | Tomas Villum Jensen                                             | 2013 | Skuespiller             |
| Nu som Mennesker        | Casper og Frank                                                 | 2011 | Skuespiller, manuskript |
| Ronal Barbaren          | Kresten Vestbjerg Andersen Thorbjørn Christoffersen             | 2011 | Stemme                  |
| I Sandhedens Tjeneste   | Elith Nykjær Jørgensen                                          | 2011 | Forfatter               |
| Klovn                   | Mikkel Nørgaard                                                 | 2010 | Skuespiller, manuskript |
| Rejsen til Saturn       | Craig Frank Kresten Vestbjerg Andersen Thorbjørn Christoffersen | 2008 | Stemme                  |
| Direktøren for det hele | Lars von Trier                                                  | 2006 | Skuespiller             |
| Inkasso                 | Lasse Spang Olsen                                               | 2004 | Skuespiller             |
| Stor Ståhaj             |                                                                 | 2004 | Stemme                  |
| Hannibal & Jerry        | Michael Wikke Steen Rasmussen                                   | 1997 | Skuespiller             |
| Svaneprinsessen         | Richard Rich                                                    | 1994 | Stemme                  |

## Radio
| Titel             | Kanal     | År   | Funktion             |
| ----------------- | --------- | ---- | -------------------- |
| Kongen af Danmark | TV2 Radio | 2007 | Tekstforfatter, vært |
| Tæskeholdet       | DR, P3    | 1997 | Tekstforfatter, vært |